# Stefan Howald

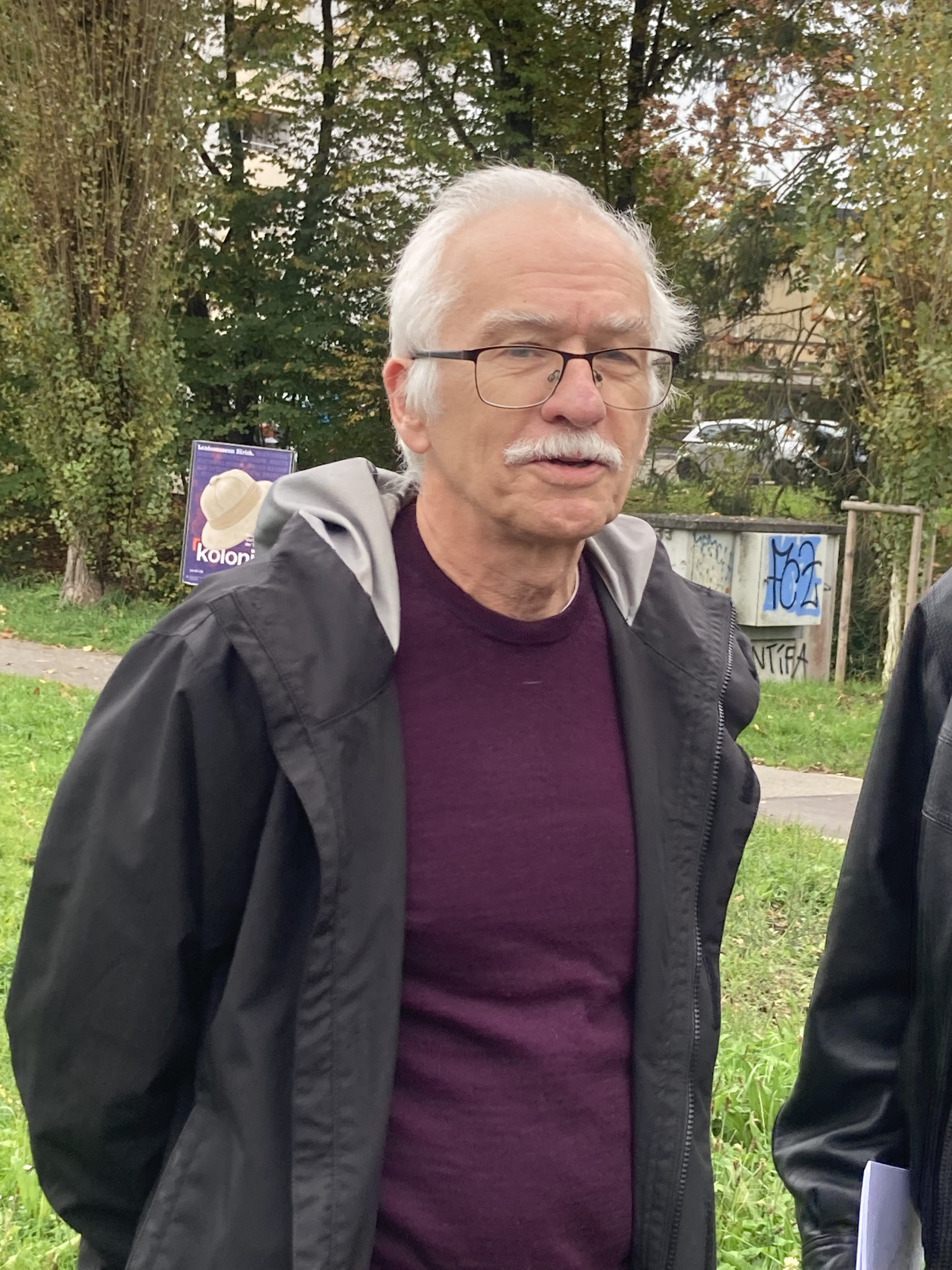
Stefan Howald, 2024

Stefan Howald (* 1953 in Brugg) ist ein Schweizer Journalist, Publizist, Redaktor und Übersetzer.

## Leben und Wirken
Stefan Howald studierte Germanistik, Geschichte und Literaturkritik in Zürich und Berlin. 1983 wurde er mit einer Arbeit zu Robert Musils Romanwerk promoviert. Ab 1976 war er für den Zürcher Tages-Anzeiger tätig, zuerst als freier Mitarbeiter, dann von 1984 bis 1991 als Redaktor, zuerst im Ressort «Frontseite/Reportagen», danach als Alleinverantwortlicher der neu geschaffenen Seite «Zeitzeichen», ab 1987 als Kulturredaktor. Dort begegnete er auch der Journalistin Rea Brändle wieder, die er bereits vom Studium her kannte. 1991 siedelte er nach London über, wo er bis 2003 als Kulturkorrespondent für Schweizer und deutsche Zeitungen, als Übersetzer und Buchautor tätig war. 2003 kehrte er in die Schweiz zurück, wirkte drei Jahre bei der NGO «Aktion Finanzplatz Schweiz–Dritte Welt» und war von 2010 bis 2018 Redaktor bei der alternativen WOZ Die Wochenzeitung in Zürich; seitdem ständiger Mitarbeiter.
Howald hat seit 1994 rund 20 Bücher geschrieben, übersetzt und herausgegeben, darunter Biografien von Peter Weiss, Karl Viktor von Bonstetten, George Orwell, Eric Ambler und Walter Jonas. Aus dem Englischen hat er Kriminalromane, eine Biografie über Noam Chomsky und Werke des schottischen Autors Stuart Hood übertragen. Howald hat eine Kulturgeschichte zur Beziehung Schweiz–England geschrieben, an einem Standardwerk zur Geschichte der religiös-sozialistischen Bewegung in der Schweiz mitgewirkt und ein Buch über den Künstler Bruno Weber herausgegeben.
2014 erschien von Howald im Rotpunktverlag eine Studie zur Geschichte der Demokratie. Im Jahr 2015 übersetzte er Erzählungen des Barons von Münchhausen, die der ursprüngliche Verfasser der ersten Münchhausen-Ausgabe, Rudolf Erich Raspe, 1792 in England veröffentlicht hatte, erstmals ins Deutsche und gab diese zusammen mit Bernhard Wiebel heraus. 2018 erschien sein Buch Links und bündig, WOZ die Wochenzeitung: eine alternative Mediengeschichte. 2020 gab er – wiederum zusammen mit Bernhard Wiebel – einen Sammelband zum Phänomen Münchhausen heraus.
Stefan Howald zählte 1981 zu den Gründern der Schweizer Theoriezeitschrift Widerspruch, deren Beirat er weiterhin angehört. In London war er 1995 an der Lancierung des Philosophy Football FC beteiligt. Zudem wirkte er im Oral History Project der London Research Group for German Exile Studies mit und trug zur Studie Changing Country. The Experience and Achievement of German-speaking Exiles from Hitler in Britain from 1933 to Today bei, die 2002 publiziert wurde. Howald sitzt ferner im Kuratorium der Bonstettiana und arbeitete an verschiedenen Bänden der Edition Bonstettiana mit. Ebenso gab er einen Sammelband mit Texten von Johannes von Müller heraus. 2013 begründete er anlässlich des 200. Geburtstags von Georg Büchner zusammen mit Armin Büttner und Adrian Riklin die «Freunde von Georg Büchner – Linksbüchnerianer». Seit Herbst 2018 gehört er zur Betriebsgruppe des «bücherraums f» in Zürich-Seebach, der zwei Bibliotheken enthält und ein regelmässiges Veranstaltungsprogramm anbietet. 2021 erschien der von ihm herausgebrachte Sammelband  Projekt Schweiz: Vierundvierzig Porträts aus Leidenschaft im Unionsverlag.

## Veröffentlichungen

### Monografien
- Ästhetizismus und ästhetische Ideologiekritik. Untersuchungen zum Romanwerk Robert Musils. (= Musil-Studien, Band 9). Zugleich Dissertation. Wilhelm Fink Verlag, München 1984, ISBN 978-3-7705-2226-2.
- Peter Weiss zur Einführung. Junius Verlag, Hamburg 1994, ISBN 978-3-88506-901-0.
- Aufbruch nach Europa. Karl Viktor von Bonstetten 1745–1832. Leben und Werk. Stroemfeld Verlag, Basel 1997, ISBN 978-3-87877-615-4.
- George Orwell. Rowohlt Monografien. Rowohlt Verlag, Reinbek bei Hamburg 1997, ISBN 978-3-499-50587-4.
- Eric Ambler. Eine Biographie. Diogenes Verlag, Zürich 2002, ISBN 3-257-06325-3.
- Insular denken. Grossbritannien und die Schweiz. NZZ Buchverlag, Zürich 2004, ISBN 978-3-03823088-5.
- Für die Freiheit des Wortes. Neue Wege durch ein Jahrhundert im Spiegel der Zeitschrift des religiösen Sozialismus. Zusammen mit Willy Spieler, Ruedi Brassel-Moser. Theologischer Verlag, Zürich 2009, ISBN 978-3-290-17415-6.
- Walter Jonas. Künstler. Denker. Urbanist. Scheidegger & Spiess, Zürich 2011, ISBN 978-3-85881-312-1.
- Volkes Wille? Warum wir mehr Demokratie brauchen. Rotpunktverlag, Zürich 2014, ISBN 978-3-85869-619-9.
- Links und bündig. WOZ Die Wochenzeitung. Eine alternative Mediengeschichte. Rotpunktverlag, Zürich 2018, ISBN 978-3-85869-755-4.

### Herausgeberschaften
- Bruno Weber. Das Künstlerische Lebenswerk. Fotos von H. R. Bramaz, Vorwort von Christine Egerszegi-Obrist, Beitrag von Franz Hohler. Hirmer, München 2011, ISBN 978-3-7774-3521-3.
- Rudolf Erich Raspe: Münchhausens Abenteuer. Die fantastischen Erzählungen vollständig aus dem Englischen übersetzt. Übersetzt, herausgegeben und kommentiert von Stefan Howald und Bernhard Wiebel. Gestaltet von Helen Ebert und mit 55 Abbildungen. Stroemfeld Verlag, Frankfurt am Main 2015, ISBN 978-3-86600-243-2.
- Das Phänomen Münchhausen. Neue Perspektiven. (=  Schriftenreihe der Universitätsbibliothek Kassel, Landesbibliothek und Murhardschen Bibliothek der Stadt Kassel, Band 14). Zusammen mit Bernhard Wiebel und mit einem Geleitwort von Axel Halle. Kassel University Press, Kassel 2020, ISBN 978-3-7376-0818-3 (print), ISBN 978-3-7376-0819-0 (e-book).[6]
- «In kleinen Staaten ersterben grosse Gedanken aus Mangel grosser Leidenschaften.» Begegnungen mit Johannes von Müller. Ein Lesebuch. Wallstein Verlag, Göttingen 2003, ISBN 3-89244-601-6.
- Projekt Schweiz. Vierundvierzig Porträts aus Leidenschaft. Unionsverlag, Zürich 2021, ISBN 978-3-293-00578-5.

### Übersetzungen
- Robert F. Barsky: Noam Chomsky. Libertärer Querdenker. Aus dem Englischen übersetzt. Edition 8, Zürich 1999, ISBN 978-3-85990-012-7.[7]
- Stuart Hood: Carlino. Eine Geschichte aus dem Widerstand. Aus dem Englischen übersetzt und mit einem Nachwort versehen. Edition 8, Zürich 2002, ISBN 3-85990-039-0.
- Stuart Hood: Das verrohte Herz. Aus dem Englischen übersetzt und mit einem Nachwort versehen. Edition 8, Zürich 2008, ISBN 978-3-85990-137-7.[8]